# Oscar Rompani
Oscar Carlos Alberto Rompani (6 de agosto de 1904 - 17 de marzo de 1974) fue un remero olímpico argentino.
Participó en los Juegos Panamericanos de 1959, celebrado en Chicago, Estados Unidos, obteniendo una medalla de plata en el evento de cuatro largos con timonel.
Participó en los Juegos Olímpicos de Tokio 1964 tiendo 60 años y 67 días de edad, siendo el deportista argentino más longevo en haber participado en una competición olímpica y el más longevo de dicha cita olímpica. También fue el remero más longevo de la historia de los juegos olímpicos. Allí compitió en el evento de dos largos con timonel junto a Natalio Rossi, perdiendo en la primera ronda y el repechaje.